# Pechipogo approximata
Pechipogo approximata là một loài bướm đêm trong họ Noctuidae.